# Sjoerd Hamburger
Sjoerd Herman Hamburger (Oldeberkoop, 8 februari 1983) is een Nederlands roeier in de skiffklasse. Hij vertegenwoordigde Nederland tweemaal bij de Olympische Spelen, maar won tot nu toe nog geen medaille.
Sjoerd Hamburger kwam in 2001 als student in Utrecht in contact met de studentenroeivereniging Orca. Op dat moment kende de vereniging vele Olympia-gangers van Sydney. Elien Meijer, Marieke Westerhof, Geert Cirkel, Peter van der Noort en Merijn van Oijen waren lid van de succesvolle vrouwen-acht en de wat minder succesvolle mannen-acht. Hiervoor speelde hij korfbal en deed een paar keer mee als recreant op een achtste triatlon. In 2007 rondde hij zijn studie Algemene Sociale Wetenschappen af.
In 2008 maakte hij zijn olympische debuut op de Olympische Spelen van Peking in de skiffklasse. In de kwartfinale eindigde hij als vierde in zijn serie achter Nieuw-Zeeland, Zweden en Amerika met een tijd van 6.57.24. Hierdoor is een hoge klassering uitgesloten, want alleen de eerste drie gingen naar de halve finale.
In 2009 won hij met het team van Oxford The Boat Race, de traditionele roeiwedstrijd tussen de ploegen van de universiteiten van Oxford en van Cambridge op de Theems. Hij is de tweede Nederlandse deelnemer die de race met Oxford won: Gerritjan Eggenkamp ging hem in 2002 voor. In het daaropvolgende seizoen werd Hamburger als eerste niet-Engelstalige buitenlander gekozen tot president (kapitein) van de roeivereniging van Oxford. In die hoedanigheid deed hij in 2010 voor de tweede maal mee aan The Boat Race, maar zijn ploeg werd deze keer geklopt door Cambridge.
In 2012 roeit hij in de Holland acht die zich heeft gekwalificeerd voor de Olympische Spelen in Londen.
Hij is aangesloten bij de Utrechtse roeivereniging "Orca".

## Palmares

### skiff
- 2004: 25e Wereldbeker I - 7.00,03
- 2005: 15e Wereldbeker I - 7.19,14
- 2005: 6e Wereldbeker III - 7.03,19
- 2005: 7e WK - 6.58,17
- 2006: 7e Wereldbeker I - 7.05,45
- 2006: 7e Wereldbeker III - 6.58,42
- 2006: 8e WK - 6.45,06
- 2007: 6e Wereldbeker I - 7.05,69
- 2007: 7e Wereldbeker II - 6.51,70
- 2007: 5e Wereldbeker III - 6.54,80
- 2007: 10e WK - 6.59,76
- 2008: 8e Wereldbeker I - 7.29,79
- 2008: 7e Wereldbeker II - 7.03,70
- 2008: 13e OS - 6.58,71

### acht met stuurman
- 2009: 4e Wereldbeker I - 6.07,96
- 2010: 4e EK - 6.02,32
- 2010: 4e WK - 5.37,03
- 2011: 4e Wereldbeker I - 5.29,07
- 2011:  Wereldbeker III - 5.45,31
- 2011: 6e WK - 5.35,37
- 2012:  Wereldbeker I - 5.30,21
- 2012: 4e Wereldbeker II - 5.31,45